# Мийович, Карли
Карли Моника Мийович (англ. Carley Monika Mijović; по мужу Эрнст (англ. Ernst); род. 1 августа 1994, в Мельбурне, Виктория, Австралия) — австралийская профессиональная баскетболистка, выступающая в женской национальной баскетбольной лиге в команде «Саутсайд Флайерз». Была выбрана на драфте ВНБА 2014 года в третьем раунде под общим тридцатым номером клубом «Вашингтон Мистикс», но не провела в лиге ни одного матча. Играет на позиции тяжёлого форварда. Двукратная чемпионка ЖНБЛ (2022, 2024).

## Профессиональная карьера
Мийович начала свою профессиональную карьеру в команде Австралийского института спорта в 2009 году. Проведя всего четыре игры в своём дебютном сезоне она была вынуждена пропустить остаток регулярного чемпионата и весь сезон 2010/11 из-за операции на колене. Вернувшись в сезоне 2011/12 она провела свой первый полный сезон, в котором набирала в среднем за игру по 9,1 очка за игру и делала 5,2 подбора, и была названа новичком года ЖНБЛ.
В мае 2012 года Мийович перешла в команду «Данденонг Рейнджерс», а в июне 2013 года в «Канберра Кэпиталз». 11 июня 2014 года баскетболистка подписала контракт с «Аделаида Лайтнинг», где провела один сезон, после чего перешла в «Перт Линкс». В 2017 году вернулась в «Данденонг Рейнджерс».
Карли Мийович также выставляла свою кандидатуру на драфт ЖНБА 2014 года и была выбрана в третьем раунде под общим 30 номером клубом «Вашингтон Мистикс».
В феврале 2018 года подписала контракт с румынским клубом «Сепси» и выиграла с ним чемпионат Румынии. 8 июня Карли заключила соглашение ещё на один сезон с «Данденонг Рейнджерс».
На международной арене Мийович выступала за сборные Австралии до 17 и до 19 лет, в составе последней она завоевала бронзовую медаль на чемпионате мира по баскетболу 2013 среди девушек до 19 лет. В 2017 году принимала участие в чемпионате мира по баскетболу 3x3 во Франции, где австралийки заняли 9-е место.

## Личная жизнь
В связи со своим сербским происхождением Мийович имеет двойное гражданство. Её отец и тётя Зорица играли в баскетбол на профессиональном уровне.